# Übergangsfraktur
Die Übergangsfraktur ist ein spezieller Knochenbruch der Kindertraumatologie, der nur im Übergangsalter vom Jugendlichen zum Erwachsenen vorkommt, wenn die Wachstumsfuge bereits teilweise geschlossen ist. Am häufigsten tritt sie am Schienbein oberhalb des oberen Sprunggelenks (distale Tibia) auf. Sie ist immer eine Gelenkfraktur, d. h. der Knochenbruch reicht bis ins Gelenk.
Der Begriff Übergangsfraktur wird auch für periprothetische Frakturen verwendet.

## Ursache
Etwa ab dem 10. Lebensjahr beginnt die körperferne Wachstumsfuge am Schienbein langsam von medial her zu verknöchern. Die Verknöcherung der Wachstumsfuge breitet sich dann vorn (ventral) und hinten (dorsal) schrittweise nach lateral aus, zuletzt verknöchert die Wachstumsfuge im Bereich der vorderen Syndesmose. Mit Beginn der Verknöcherung führt eine typische Supinationsverletzung mit Scherwirkung dann noch zu einer kindlichen Epiphysenlösung lateral, der Frakturverlauf wird aber an der Verknöcherung gestoppt und biegt dann in die Epiphyse und somit zum oberen Sprunggelenk um.

## Einteilung
Je nach Frakturverlauf und Anzahl der Fragmente werden an der distalen Tibia drei Formen der Übergangsfraktur unterschieden, die vor allem vom Unfallmechanismus abhängig sind:
- Twoplane-Fraktur: rein epiphysäres Fragment. Bei Beginn der Verknöcherung mit etwa 10 – 11 Jahren kann fast die ganze Epiphyse einbezogen sein und der Frakturspalt befindet sich weit medial (intramalleolär). Mit fortschreitendem Fugenschluss findet sich der meist sagittale Frakturspalt zunehmend weiter lateral. Zuletzt besteht nur noch ein knöcherner Syndesmosen-Ausriss mit einem ventrolateralen Fragment. Diese letzte Form wird auch Tillaux- oder Kleiger-Fraktur genannt.
- Triplane-I-Fraktur: Zusätzlich zur epiphysären Fraktur findet sich ein metaphysärer Keil am lateralen Fragment. Die metaphysäre Frakturlinie reicht jedoch nicht durch die Epiphyse.
- Triplane-II-Fraktur: Wie bei der Triplane-I-Fraktur liegt eine zusätzliche metaphysäre Keilfraktur vor, diese setzt sich jedoch in die Epiphyse fort und führt dadurch zu zwei epiphysären Fragmenten. Das zweite Fragment liegt dorsal und entspricht einer Volkmann-Fraktur aus der Erwachsenen-Traumatologie.

## Diagnostik und Therapie
Da die epiphysäre Fraktur auf den a.p.-Röntgenaufnahmen oft nur flau zu erkennen ist, wird sie gelegentlich übersehen. Wichtig ist bei einem metaphysären Keil (Triplane-Fraktur) nach einem dorsalen epiphysären (Volkmann-artigen) Fragment zu suchen, da dieses operativ versorgt werden muss. Gegebenenfalls müssen Schrägaufnahmen, oder in seltenen Fällen eine CT-Untersuchung durchgeführt werden. Die Gefahr bei einem Klaffen des Frakturspaltes um > 2 mm ist eine spätere Arthrose oder Instabilität. Sind die Fragmente nicht disloziert, ist eine konservative Therapie im Unterschenkelgips für meist vier Wochen mit Nachkontrollen möglich. Die seltenen dislozierten Frakturen und dorsale epiphysäre Fragmente (Triplane-II) sollten operativ reponiert und fixiert werden. Meist werden dazu Zugschrauben verwandt. Bei der Twoplane-Fraktur ist dazu eine horizontal in der Epiphyse liegende Schraube notwendig, bei den Triplane-Frakturen zusätzlich eine metaphysäre Schraube, die meist ventrodorsal liegt.